# Мелединская
Мелединская — деревня в Вельском районе Архангельской области, административный центр муниципального образования «Верхнеустькулойское».

## География
Деревня расположена в южной части Архангельской области, в таёжной зоне, в пределах северной части Русской равнины, в 24 километрах на юг от города Вельска, на левом берегу реки Кулой(приток Ваги) напротив впадения реки Большая Сельменьга. Ближайшие населённые пункты: на юго-востоке деревня Маковеево.
Часовой пояс
Мелединская, как и вся Архангельская область, находится в часовой зоне МСК (московское время). Смещение применяемого времени относительно UTC составляет +3:00.

## Население
| 2002 | 2010 | 2012 | 2014 |
| ---- | ---- | ---- | ---- |
| 326  | ↘296 | ↗332 | ↗341 |

## История
Указана в «Списке населённых мест по сведениям 1859 года» в составе Вельского уезда(2-го стана) Вологодской губернии под номером «2605» как «Мелединская(Сельшеньга)». Насчитывала 17 дворов, 65 жителей мужского пола и 67 женского.
В материалах оценочно-статистического исследования земель Вельского уезда упомянуто, что в 1900 году в административном отношении деревня входила в состав Усть-Кулойского сельского общества Устьвельской волости. На момент переписи в селении Мелединская(Сельменьга) находилось 33 хозяйства, в которых проживало 97 жителей мужского пола и 98 женского.
В деревне находилась деревянная Спасо-Преображенская церковь 1898 года постройки.